# Голубая бездна (фильм, 1988)
«Голуба́я бе́здна» (фр. Le Grand Bleu, англ. The Big Blue) — первый англоязычный кинофильм французского режиссёра Люка Бессона. В основу фильма положены моменты из биографии пионеров фридайвинга — Жака Майоля и Энцо Майорка.

## Сюжет
Два друга — француз Жак Майоль (Жан-Марк Барр) и итальянец Энцо Молинари (Жан Рено) — вместе росли на одном из греческих островов. В 1965 году отец Жака, ныряльщик, погибает при сборе губки из-за неисправности водолазного оборудования. Проходят годы, мальчики уже выросли и уехали с острова. Через 23 года разлуки они встречаются снова по инициативе Энцо. Оба стали ныряльщиками на глубину без воздуха, и на чемпионатах мира борьба практически ведётся только между ними. Энцо к моменту этой встречи уже владеет множеством официальных титулов и ревниво относится к успехам Жака, который, наоборот, почти равнодушен к достижениям.
Работница нью-йоркского страхового агентства Джоана (Розанна Аркетт) влюбляется в Жака с первого взгляда и едет на Сицилию специально, чтобы ещё раз увидеть его. Там она становится свидетельницей начала опасного спортивного поединка между друзьями.
С каждым соревнованием глубины становятся все больше. Пройдена отметка в 120 метров. Врачи и ученые предостерегают от попыток погружения на бо́льшие глубины, но для Жака и Энцо голубая бездна слишком важна, чтобы остановиться. При попытке побить рекорд гибнет Энцо, и Жак сопровождает его тело на глубину, после всплытия откуда сам оказывается на грани гибели. В этот же день Джоана узнает, что беременна от Жака. Чуть позже Жак принимает решение погрузиться снова, Джоана пытается его остановить, уже на платформе для ныряния сообщая о своей беременности, но в итоге она своей же рукой дергает за чеку, освобождающую слэд, и Жак уходит в глубину.

## В ролях
| Актёр              | Роль           |
| ------------------ | -------------- |
| Жан-Марк Барр      | Жак Майоль     |
| Жан Рено           | Энцо Молинари  |
| Розанна Аркетт     | Джоана Бейкер  |
| Марк Дюре          | Роберто        |
| Пол Шенар          | доктор Лоурэнс |
| Жан Буиз           | дядя Люис      |
| Валентина Варгас   | Бонита         |
| Кимберли Бек       | Сэли           |
| Серджо Кастеллитто |                |
| Гриффин Данн       | Даффи          |
| Андреас Вуцинас    |                |

## История создания
Консультантом фильма был французский фридайвер Жак Майоль, являющийся одним из двух прототипов главных героев фильма. Прототип второго ныряльщика — Энцо Майорка, — в жизни являлся соперником Майоля. В 2001 году Жак Майоль покончил жизнь самоубийством в возрасте 74 лет. Энцо Майорка умер в 2016 году в возрасте 85 лет.
Во время работы над фильмом дочь Бессона Джульетта, которой был всего один год, серьёзно заболела. Фильм был посвящён ей, и представлен на Каннском кинофестивале 11 мая, где был освистан аудиторией. 
Одним из операторов подводной съёмки являлся сам Бессон. В то же время Бессон начал снимать документальные кадры подводного мира, вошедшие затем в его фильм «Атлантис», выпущенный в 1991 году. Этот фильм Бессон снимал как оператор совместно с Кристианом Петроном, который работал над дизайном камер для «Голубой бездны». Сам Бессон говорил, что «Атлантис» начинается там, где закончилась «Голубая бездна», когда герой опускается в морские глубины, чтобы уже не вернуться.

## Награды
Лента получила две премии «Сезар» — за лучшую музыку (Эрик Серра) и за лучший звук (Пьер Беф, Жерар Ламп, Франсуа Гру). Кроме того, картина была номинирована ещё в шести категориях — лучший фильм (Люк Бессон), лучший режиссёр (Люк Бессон), лучший актёр (Жан-Марк Барр), лучший актёр второго плана (Жан Рено), лучшая операторская работа (Карло Варини), лучший постер.

## Американская версия
В американской версии фильма, которую подготовили уже после провала в прокате основной, история имеет полностью изменённый финал. Также в этой версии саундтреки Серра заменены на музыку авторства Билла Конти.